# Chamaeza turdina
Il tordo formichiero di Schwartz o formicario di Schwartz (Chamaeza turdina Cabanis & Heine, 1860) è un uccello passeriforme della famiglia Formicariidae.

## Etimologia
Il nome scientifico della specie, turdina, deriva dal latino e significa "simile a un tordo", in riferimento all'aspetto ed alla livrea di questi uccelli: il loro Nome comune, invece, rappresenta un tributo a Paul Schwartz, che per primo riconobbe questi uccelli come una specie a sé stante.

## Descrizione

### Dimensioni
Misura 19-19,5 cm di lunghezza.

### Aspetto
Si tratta di uccelli dall'aspetto paffuto e massiccio, muniti di testa arrotondata con becco sottile e appuntito, ali corte e arrotondate, zampe allungate e coda corta e squadrata.
Il piumaggio si presenta di colore bruno su testa, dorso, ali e coda, più chiaro e dalla tonalità più calda nelle prime due parti e più scuro nelle seconde due, divenendo nerastro sulla punta delle appendici: sopracciglio, gola e banda guanciale sono di colore biancastro, così come bianco è il sottocoda (mentre il codione è di colore bruno-ruggine), mentre petto, ventre e fianchi presentano penne bianche munite di base e orlo laterale di colore bruno scuro, a dare un effetto merlato alla livrea di quest'area.
Il becco è nerastro, con tendenza a schiarirsi nell'avorio-rosato alla base della mandibola inferiore, mentre le zampe sono di colore carnicino scuro: gli occhi sono invece di colore bruno scuro.

## Biologia
Si tratta di uccelli diurni, che vivono da soli o al più in coppie e si muovono principalmente al suolo, passando la maggior parte della giornata alla ricerca di cibo fra i detriti e la vegetazione.
Il richiamo del tordo formichiero di Schwartz consiste in una serie ascendente di note acute (1,2-1,6 kHz), lunga 10-20 secondi.

### Alimentazione
La dieta di questi animali rimane ancora poco studiata, tuttavia si ritiene che essa (similmente a quanto osservabile nelle specie congeneri) sia principalmente insettivora.

### Riproduzione
Si tratta di uccelli monogami, la cui stagione riproduttiva si estende da maggio ad agosto: i due sessi collaborano nelle varie fasi dell'evento riproduttivo, col maschio che sorveglia e nutre la femmina intenta a nidificare e covare ed entrambi i partner che si occupano di nutrire e accudire i nidiacei fino alla loro indipendenza.

## Distribuzione e habitat
Il tordo formichiero di Schwartz è diffuso in Sudamerica nord-occidentale, dove, con areale piuttosto frammentario, popola la fascia costiera del nord del Venezuela (dallo Yaracuy al Miranda) e l'area andina colombiana (con popolazioni isolate nella valle del Cauca, nell'alto corso del Rio Magdalena e nella Cordigliera Orientali, a nord fino al dipartimento di Santander).
L'habitat di questi uccelli è rappresentato dalla foresta pluviale montana e nebulosa, fra i 900 ed i 2600 m di quota.

## Tassonomia
Se ne riconoscono due sottospecie:
- Chamaeza turdina turdina Cabanis & Heine, 1860 - la sottospecie nominale, endemica della Colombia;
- Chamaeza turdina chionogaster Hellmayr, 1906 - endemica del Venezuela;

Lo status tassonomico della popolazione colombiana più settentrionale (attualmente ascritta alla sottospecie nominale) è da verificare.
Per lungo tempo il tordo formichiero di Schwartz è stato considerato una sottospecie del formicario codarossiccia, col nome d' C. ruficauda turdina: tuttavia le, differenze morfometriche e a livello di vocalizzazioni fra i due taxa, unite all'areale disgiunto, hanno nel tempo portato gli studiosi a ritenerne corretta la separazione fra di essi.